# Pseudoacanthocephalus bufonicola
Pseudoacanthocephalus bufonicola är en hakmaskart som först beskrevs av Kostylev 1941.  Pseudoacanthocephalus bufonicola ingår i släktet Pseudoacanthocephalus och familjen Echinorhynchidae. Inga underarter finns listade i Catalogue of Life.